# Favonius (bướm)
Favonius là một chi bướm ngày thuộc họ Lycaenidae.

## Các loài
- Subgenus Favonius
  - Favonius cognatus (Staudinger, 1892) North-East Trung Quốc và Triều Tiên.
    - Favonius cognatus cognatus
    - Favonius cognatus ackeryi (Fujioka, 1994)
    - Favonius cognatus latifasciatus (Shirôzu et Hayashi, 1959) Nhật Bản.

  - Favonius jezoensis (Matsumura, 1915) Sakhalin, Kuriles, Japan (Hokkaido).
    - Favonius jezoensis jezoensis
    - Favonius jezoensis azumajamensis (Kanda, 1994)
    - Favonius jezoensis daisenensis (Tanaka, 1941)
    - Favonius jezoensis magnificans Murayama, 1953

  - Favonius korshunovi (Dubatolov et Sergeev, 1982) Northeast China, Amur Oblast, Ussuri, Triều Tiên
    - Favonius korshunovi korshunovi
    - Favonius korshunovi macrocercus (Wakabayashi et Fukuda, 1985)
    - Favonius korshunovi shinichiroi Fujioka, 2003

  - Favonius leechi (Riley, 1939) Szechwan.
  - Favonius orientalis (Murray, 1875) Amur Oblast, Ussuri, Kunashir, Northeast China, Triều Tiên, Nhật Bản
    - Favonius orientalis orientalis
    - Favonius orientalis shirozui Murayama, 1956
    - Favonius orientalis schischkini Kurentzov, 1970

  - Favonius taxila (Bremer, 1861) Northeast and Central China, Amur Oblast, Ussuri, Triều Tiên, Nhật Bản
  - Favonius ultramarinus (Fixsen, 1887) North-East Trung Quốc, Triều Tiên và Nhật Bản.
    - Favonius ultramarinus ultramarinus Triều Tiên.
    - Favonius ultramarinus borealis (Murayama, 1953) Nhật Bản.
    - Favonius ultramarinus hayashii (Shirôzu, 1953) Nhật Bản.
    - Favonius ultramarinus okumotoi (Koiwaya, 1996)
    - Favonius ultramarinus suffusa (Leech, 1894)

  - Favonius unoi Fujioka, 2003.
  - Favonius watanabei Koiwaya, 2002 Myanmar.
  - Favonius yuasai Shirôzu, 1948 Nhật Bản.
    - Favonius yuasai coreensis Myrayama, 1963 South Triều Tiên.
- Subgenus Tasogare Sugiura, 1993
  - Favonius saphirinus (Staudinger, 1887) Northeast China, Triều Tiên, Nhật Bản, Amur Oblast, Ussuri.
- Incertae sedis
  - Favonius latimarginata Murayama, 1963 Nhật Bản.
  - Favonius leechina Lamas, 2008

## Các loài trước đây
- - Favonius fujisanus Matsumura, 1910 is now Sibataniozephyrus fujisanus (Matsumura, 1910)
  - Favonius quercus (Linnaeus, 1758) is now Neozephyrus quercus Bắc Phi, Châu Âu và Asia Minor.
    - Favonius quercus iberica (Staudinger, 1901) Maroc, Algérie và Tây Ban Nha.
    - Favonius quercus interjectus (Verity, 1919)
    - Favonius quercus longicaudatus (Riley, 1921) Thổ Nhĩ Kỳ, Azerbaijan West Iran.

## Hình ảnh

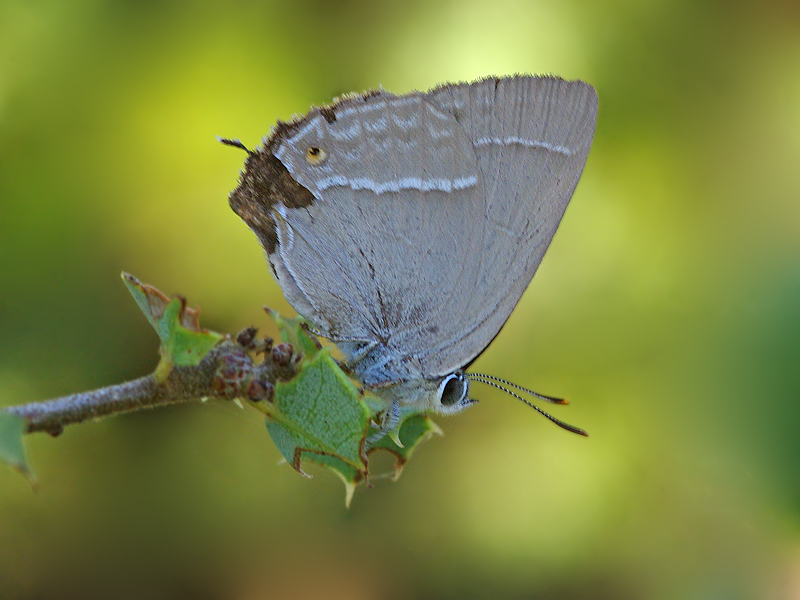
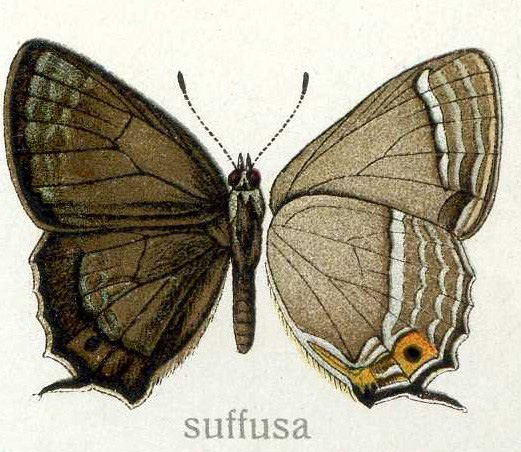